# Электрошлаковое литьё
Электрошлаковое литьё (ЭШЛ) — вид электрошлакового процесса (ЭШП), литейная технология с защитой металлической ванны от взаимодействия с воздухом находящейся сверху шлаковой ванной, подогреваемой проходящим через неё электрическим током. Используется, например, при изготовлении биметаллических прокатных валков.
Рабочая поверхность валков холодной прокатки должна быть износостойкой, а для этого — твёрдой. Иначе она быстро сомнётся. Дешёвый, но достаточно твёрдый материал — серый чугун. Но он не достаточно прочен. Весь же валок должен быть прочным, иначе он не выдержит нагрузки и сразу лопнет. Достаточно прочный материал — конструкционная сталь. Но она слишком мягкая. Можно сделать весь валок из инструментальной стали. Но инструментальная сталь дороже, а валок — не резец. У него значительно больше объём и масса, из-за чего такое изделие окажется много дороже большинства инструментов, а служит он всё равно недолго. Выход: сделать поверхность твёрдой, а основное тело валка — прочным. Для этого применяют плазменную наплавку инструментальной стали на конструкционную. Но во-первых, это лишь частично решает проблему дороговизны материала (инструментальной стали), а во-вторых, достаточно дорога сама технология. Одна из альтернатив — наворачивание цельно чугунного бандажа на цельно стальное основное тело валка (обе детали должны иметь резьбу). Но при эксплуатации таких валков бандаж сворачивается с основного тела валка. Кроме того, недостаточная прочность чугуна обуславливает формы разрушения бандажа в процессе эксплуатации, отличные от мгновенного хрупкого разрушения, в первую очередь по поверхности контакта бандажа с основным телом валка. Значит, нужен прочный белый чугун. Но белый чугун дороже серого. Электрошлаковое же литьё позволяет дёшево отбелить серый чугун за счёт экономного легирования серого чугуна хромом. Эта же технология позволяет соединить сплавлением (сварить по всей поверхности контакта) бандаж и основное тело валка. При обычном литье аналогичных изделий диспергирование струи ведёт к избыточному окислению металла, а из-за слишком быстрой кристаллизации чугун шва будет иметь повышенную хрупкость (а не прочность) и не произойдёт сплавление достаточных объёмов стали и чугуна, из-за чего шов будет тонким и в нём не сформируется область плавного перехода по составу от чугуна к стали. Электрошлаковая же технология позволяет решить все эти проблемы. Поверхности кокиля (литейной формы, если она используется) и заготовок(ки) обмазываются фторидами и хлоридами щелочных и щёлочноземельных металлов, термическое разложение этих солей создаёт защитную атмосферу. Струя металла также диспергируется, но теперь это ведёт не к окислению, а к рафинированию металла. Рафинирование металла более интенсивно продолжается также и в шлаке. Остальные проблемы решаются подогревом зоны кристаллизации. Кроме того, элетрошлаковая технология позволяет создать переходный слой (шов) с рельефом двух встречных псевдорезьб. Этот рельеф и работает аналогично двум встречным резьбам (как у талрепа — резьбового приспособления для натяжения тросов), дополнительно скрепляя части изделия, но при этом, не допуская сворачивания бандажа.
Поддерживается также раздельное легирование зон отливки. При ЭШЛ в шлаковой ванне существует магнитное поле и в ней же протекает электрический ток. Силовые линии магнитного поля ориентированы вертикально, а вектор плотности электрического тока в любой точке имеет горизонтальные проекции. В результате взаимодействия электрического тока с магнитным полем возникает горизонтальная сила Лоренца. Радиальная компонента плотности тока обуславливает азимутальную составляющую этой силы, причём, во внешней и внутренней, относительно электрода, зонах знак радиальной проекции плотности тока противоположен, а направление магнитного поля совпадает. В результате направление азимутальной составляющей силы Лоренца в этих областях противоположно. А это ведёт к возбуждению двух встречных тороидальных потоков шлака. Причём, характер течения ламинарный. Поэтому оба потока не смешиваются. Материал электрода делится между ними ровно пополам, но даже его концентрация в различных зонах шлаковой ванны может быть не одинакова. Если эти зоны имеют различный объём, то в них концентрация материала электрода обратно пропорциональна объёмам зон. В металлической ванне (которая находится под шлаковой) имеет место диффузия, но состав до конца всё равно не выравнивается. Таким образом, электрод из порошковой проволоки можно использовать для раздельного легирования зон отливки. Кроме того, подача легирующих сверху непосредственно во внутреннюю, или во внешнюю зону шлаковой ванны позволяет добиться раздельного легирования, независимого от соотношения объёмов зон, так как присадки в одну зону вообще не попадают в другую.

## Варианты ЭШЛ
- Литьё переходного слоя На запорную плиту ставят две заготовки основного тела и бандажа валка и льют переходный слой между ними
- Литьё основного тела валка На запорную приту ставят заготовку бандажа и внутрь льют основное тело валка
- Литьё бандажа в Кокиль Внутри литейной формы (кокиля) ставят заготовку основного тела валка и льют бандаж между кокилем и заготовкой

Используемый металл может переплавляться электрошлаковым способом и сразу заливаться в форму, так и подогреваться в промежуточном ковше, после быстрого слива в него готового расплава, полученного любым другим способом. Общей является электрошлаковая защита металла в ковше как от взаимодействия с воздухом, так и от преждевременной кристаллизации в процессе литья.